# Pallavolo ai Giochi della XXXII Olimpiade - Convocazioni al torneo femminile
Elenco delle giocatrici convocate per i Giochi della XXXII Olimpiade.

## Argentina
| N° | Nome               | Ruolo | Data di nascita  | Squadra           |
| -- | ------------------ | ----- | ---------------- | ----------------- |
| -  | Hernán Ferraro     | All   | 13 maggio 1968   | -                 |
| 1  | Elina Rodríguez    | S     | 11 febbraio 1997 | Vandœuvre Nancy   |
| 2  | Sabrina Germanier  | P     | 7 giugno 1999    | Boca Juniors      |
| 3  | Yamila Nizetich    | S     | 27 gennaio 1989  | Béziers           |
| 4  | Daniela Bulaich    | S     | 5 settembre 1997 | San Lorenzo       |
| 6  | Eugenia Nosach     | O     | 31 marzo 1993    | Boca Juniors      |
| 11 | Julieta Lazcano    | C     | 25 luglio 1989   | Fluminense        |
| 12 | Tatiana Rizzo      | L     | 30 dicembre 1986 | Boca Juniors      |
| 13 | Bianca Farriol     | C     | 18 dicembre 2001 | Béziers           |
| 14 | Victoria Mayer     | P     | 19 giugno 2001   | Chieri '76        |
| 15 | Antonela Fortuna   | S     | 10 maggio 1995   | Mougins           |
| 16 | Erika Mercado      | O     | 27 febbraio 1992 | -                 |
| 17 | Candelaria Herrera | C     | 28 gennaio 1999  | Gimnasia La Plata |

## Brasile
| N° | Nome                   | Ruolo | Data di nascita | Squadra        |
| -- | ---------------------- | ----- | --------------- | -------------- |
| -  | José Roberto Guimarães | All   | 31 luglio 1954  | Barueri        |
| 2  | Caroline Gattaz        | C     | 27 luglio 1981  | Minas          |
| 7  | Rosamaria Montibeller  | O     | 9 aprile 1994   | Casalmaggiore  |
| 8  | Mácris Carneiro        | P     | 3 marzo 1989    | Minas          |
| 9  | Roberta Ratzke         | P     | 28 aprile 1990  | Osasco         |
| 10 | Gabriela Guimarães     | S     | 19 maggio 1994  | VakıfBank      |
| 11 | Tandara Caixeta        | O     | 30 ottobre 1988 | Osasco         |
| 12 | Natália Pereira        | S     | 4 aprile 1989   | Dinamo Mosca   |
| 15 | Ana Carolina da Silva  | C     | 8 aprile 1991   | Praia Clube    |
| 16 | Fernanda Garay         | S     | 10 maggio 1986  | Praia Clube    |
| 17 | Ana Cristina de Souza  | S     | 7 aprile 2004   | Rio de Janeiro |
| 18 | Camila Brait           | L     | 28 ottobre 1988 | Osasco         |
| 20 | Ana Beatriz Corrêa     | C     | 7 febbraio 1992 | Osasco         |

## Cina
| N° | Nome            | Ruolo | Data di nascita  | Squadra  |
| -- | --------------- | ----- | ---------------- | -------- |
| -  | Lang Ping       | All   | 10 dicembre 1960 | -        |
| 1  | Yuan Xinyue     | C     | 21 dicembre 1996 | Jiangsu  |
| 2  | Zhu Ting        | S     | 29 novembre 1994 | Tianjin  |
| 6  | Gong Xiangyu    | O     | 21 aprile 1997   | Jiangsu  |
| 7  | Wang Yuanyuan   | C     | 14 luglio 1997   | Tianjin  |
| 9  | Zhang Changning | S     | 6 novembre 1995  | Jiangsu  |
| 10 | Liu Xiaotong    | S     | 16 febbraio 1990 | Beijing  |
| 11 | Yao Di          | P     | 15 agosto 1992   | Tianjin  |
| 12 | Li Yingying     | S     | 19 febbraio 2000 | Tianjin  |
| 16 | Ding Xia        | P     | 13 gennaio 1990  | Liaoning |
| 17 | Yan Ni          | C     | 2 marzo 1987     | Liaoning |
| 18 | Wang Mengjie    | L     | 14 novembre 1995 | Shandong |
| 19 | Liu Yanhan      | S     | 19 gennaio 1993  | -        |

## Corea del Sud
| N° | Nome             | Ruolo | Data di nascita  | Squadra           |
| -- | ---------------- | ----- | ---------------- | ----------------- |
| -  | Stefano Lavarini | All   | 17 gennaio 1979  | AGIL              |
| 1  | Lee So-young     | S     | 17 ottobre 1994  | GS Caltex Seoul   |
| 3  | Yeum Hye-seon    | P     | 3 febbraio 1991  | KGC Ginseng       |
| 4  | Kim Hee-jin      | O     | 29 aprile 1991   | IBK Altos         |
| 7  | Ahn Hye-jin      | P     | 16 febbraio 1998 | GS Caltex Seoul   |
| 8  | Park Eun-jin     | C     | 15 dicembre 1999 | KGC Ginseng       |
| 9  | Oh Ji-young      | L     | 11 luglio 1998   | KGC Ginseng       |
| 10 | Kim Yeon-koung   | S     | 26 febbraio 1988 | Pink Spiders      |
| 11 | Kim Su-ji        | C     | 20 giugno 1987   | IBK Altos         |
| 13 | Park Jeong-ah    | O     | 26 marzo 1993    | Korea Expressway  |
| 14 | Yang Hyo-jin     | C     | 14 dicembre 1989 | Hyundai Hillstate |
| 16 | Jeong Ji-yun     | O     | 1º gennaio 2001  | Hyundai Hillstate |
| 19 | Pyo Seung-ju     | S     | 7 agosto 1992    | IBK Altos         |

## Giappone
| N° | Nome             | Ruolo | Data di nascita  | Squadra           |
| -- | ---------------- | ----- | ---------------- | ----------------- |
| -  | Kumi Nakada      | All   | 3 settembre 1965 | -                 |
| 1  | Ai Kurogo        | S     | 14 giugno 1988   | Toray Arrows      |
| 2  | Sarina Koga      | S     | 21 maggio 1996   | NEC Red Rockets   |
| 3  | Kanami Tashiro   | P     | 25 marzo 1991    | Denso Airybees    |
| 4  | Mayu Ishikawa    | S     | 14 maggio 2000   | Toray Arrows      |
| 5  | Haruyo Shimamura | C     | 4 marzo 1992     | NEC Red Rockets   |
| 6  | Mako Kobata      | L     | 15 agosto 1992   | JT Marvelous      |
| 8  | Yuki Ishii       | S     | 8 maggio 1991    | Hisamitsu Springs |
| 9  | Mai Okumura      | C     | 31 ottobre 1990  | Denso Airybees    |
| 11 | Erika Araki      | C     | 3 agosto 1984    | Toyota Queenseis  |
| 12 | Aki Momii        | P     | 7 ottobre 2000   | JT Marvelous      |
| 15 | Kotona Hayashi   | S     | 13 novembre 1999 | JT Marvelous      |
| 19 | Nichika Yamada   | C     | 24 febbraio 2000 | NEC Red Rockets   |

## Italia
| N° | Nome                 | Ruolo | Data di nascita   | Squadra               |
| -- | -------------------- | ----- | ----------------- | --------------------- |
| -  | Davide Mazzanti      | All   | 15 ottobre 1976   | Wealth Planet Perugia |
| 1  | Indre Sorokaite      | O     | 2 luglio 1988     | Toyota Queenseis      |
| 5  | Ofelia Malinov       | P     | 29 febbraio 1996  | Savino Del Bene       |
| 6  | Monica De Gennaro    | L     | 8 gennaio 1987    | Imoco                 |
| 7  | Raphaela Folie       | C     | 7 marzo 1991      | Imoco                 |
| 8  | Alessia Orro         | P     | 18 luglio 1998    | Pro Victoria          |
| 9  | Caterina Bosetti     | S     | 2 febbraio 1994   | AGIL                  |
| 10 | Cristina Chirichella | C     | 10 febbraio 1994  | AGIL                  |
| 11 | Anna Danesi          | C     | 20 aprile 1996    | Pro Victoria          |
| 13 | Sarah Fahr           | C     | 12 settembre 2001 | Imoco                 |
| 14 | Elena Pietrini       | S     | 17 marzo 2000     | Savino Del Bene       |
| 17 | Myriam Sylla         | S     | 8 gennaio 1995    | Imoco                 |
| 18 | Paola Egonu          | O     | 18 dicembre 1998  | Imoco                 |

## Kenya
| N° | Nome               | Ruolo | Data di nascita  | Squadra               |
| -- | ------------------ | ----- | ---------------- | --------------------- |
| -  | Luizomar de Moura  | All   | 26 maggio 1966   | Osasco                |
| 1  | Jane Wacu          | P     | 24 marzo 1985    | -                     |
| 4  | Leonida Kasaya     | S     | 10 ottobre 1993  | Kenya Commercial Bank |
| 5  | Sharon Chepchumba  | O     | 26 ottobre 1998  | Kenya Commercial Bank |
| 8  | Joy Lusenaka       | P     | 25 febbraio 1991 | -                     |
| 10 | Noel Murambi       | S     | 29 gennaio 1989  | -                     |
| 12 | Gladys Ekaru       | C     | 2 ottobre 1999   | -                     |
| 13 | Lorine Chebet      | C     | 9 ottobre 1989   | -                     |
| 14 | Mercy Moim         | S     | 1º gennaio 1989  | -                     |
| 15 | Pamela Jepkirui    | S     | 8 febbraio 1996  | -                     |
| 16 | Agripina Kundu     | L     | 24 aprile 1993   | -                     |
| 18 | Emmaculate Chemtai | O     | 14 ottobre 1993  | Kenya Pipeline        |
| 19 | Edith Mukuvilani   | C     | 20 luglio 1994   | Kenya Commercial Bank |

## Rep. Dominicana
| N° | Nome                | Ruolo | Data di nascita   | Squadra            |
| -- | ------------------- | ----- | ----------------- | ------------------ |
| -  | Marcos Kwiek        | All   | 18 luglio 1967    | -                  |
| 1  | Annerys Vargas      | C     | 7 agosto 1981     | -                  |
| 3  | Lisvel Eve          | S     | 10 settembre 1991 | PTT                |
| 5  | Brenda Castillo     | L     | 5 giugno 1992     | Sesi               |
| 6  | Camil Domínguez     | P     | 7 dicembre 1991   | -                  |
| 7  | Niverka Marte       | P     | 19 ottobre 1990   | -                  |
| 14 | Prisilla Rivera     | S     | 29 dicembre 1984  | -                  |
| 16 | Yonkaira Peña       | S     | 10 maggio 1993    | Jakarta Pertamina  |
| 18 | Bethania de la Cruz | S     | 13 maggio 1987    | Athletes Unlimited |
| 20 | Brayelin Martínez   | S     | 11 settembre 1986 | Praia Clube        |
| 21 | Jineiry Martínez    | C     | 3 dicembre 1997   | Praia Clube        |
| 23 | Gaila González      | O     | 25 giugno 1997    | Kalecik            |
| 25 | Larysmer Martínez   | L     | 18 ottobre 1996   | -                  |

## ROC
| N° | Nome               | Ruolo | Data di nascita  | Squadra               |
| -- | ------------------ | ----- | ---------------- | --------------------- |
| -  | Sergio Busato      | All   | 24 gennaio 1966  | -                     |
| 4  | Dar'ja Pilipenko   | L     | 9 giugno 1990    | Uraločka              |
| 5  | Polina Matveeva    | P     | 8 agosto 2002    | Zareč'e Odincovo      |
| 6  | Irina Zarjažko     | C     | 4 ottobre 1991   | Dinamo-Ak Bars        |
| 8  | Natalija Hončarova | O     | 1º giugno 1989   | Dinamo Mosca          |
| 10 | Arina Fedorovceva  | S     | 19 gennaio 2004  | Dinamo-Ak Bars        |
| 12 | Anna Lazareva      | O     | 31 gennaio 1997  | IBK Altos             |
| 13 | Evgenija Starceva  | P     | 12 febbraio 1989 | Dinamo-Ak Bars        |
| 14 | Irina Fetisova     | C     | 7 settembre 1994 | Dinamo Mosca          |
| 16 | Irina Voronkova    | S     | 20 ottobre 1995  | Lokomotiv Kaliningrad |
| 19 | Anna Malova        | L     | 16 aprile 1990   | Dinamo-Ak Bars        |
| 25 | Ksenija Smirnova   | S     | 24 aprile 1998   | Uraločka              |
| 26 | Ekaterina Enina    | C     | 10 maggio 1993   | Dinamo Mosca          |

## Serbia
| N° | Nome                | Ruolo | Data di nascita   | Squadra            |
| -- | ------------------- | ----- | ----------------- | ------------------ |
| -  | Zoran Terzić        | All   | 9 luglio 1966     | Fenerbahçe         |
| 1  | Bianka Buša         | S     | 25 luglio 1994    | Fenerbahçe         |
| 5  | Mina Popović        | C     | 17 settembre 1994 | Savino Del Bene    |
| 8  | Slađana Mirković    | P     | 7 ottobre 1995    | Eczacıbaşı         |
| 9  | Brankica Mihajlović | S     | 13 aprile 1991    | Fenerbahçe         |
| 10 | Maja Ognjenović     | P     | 6 agosto 1984     | VakıfBank          |
| 13 | Ana Bjelica         | O     | 3 aprile 1992     | Radomka            |
| 14 | Maja Aleksić        | C     | 6 giugno 1997     | Alba-Blaj          |
| 16 | Milena Rašić        | C     | 25 ottobre 1990   | VakıfBank          |
| 17 | Silvija Popović     | L     | 15 marzo 1986     | Alba-Blaj          |
| 18 | Tijana Bošković     | O     | 8 marzo 1997      | Eczacıbaşı         |
| 19 | Bojana Milenković   | S     | 6 marzo 1997      | Alba-Blaj          |
| 20 | Jelena Blagojević   | S     | 1º dicembre 1988  | Developres Rzeszów |

## Stati Uniti
| N° | Nome                 | Ruolo | Data di nascita   | Squadra            |
| -- | -------------------- | ----- | ----------------- | ------------------ |
| -  | Karch Kiraly         | All   | 3 novembre 1960   | -                  |
| 1  | Micha Hancock        | P     | 10 novembre 1992  | AGIL               |
| 2  | Jordyn Poulter       | P     | 31 luglio 1997    | UYBA               |
| 4  | Justine Wong-Orantes | L     | 6 ottobre 1995    | Wiesbaden          |
| 10 | Jordan Larson        | S     | 16 ottobre 1986   | Athletes Unlimited |
| 11 | Andrea Drews         | O     | 25 dicembre 1993  | JT Marvelous       |
| 12 | Jordan Thompson      | O     | 5 maggio 1987     | Eczacıbaşı         |
| 14 | Michelle Bartsch     | S     | 12 febbraio 1990  | VakıfBank          |
| 15 | Kimberly Hill        | S     | 30 novembre 1989  | Imoco              |
| 16 | Foluke Akinradewo    | C     | 5 ottobre 1987    | Hisamitsu Springs  |
| 22 | Haleigh Washington   | C     | 22 settembre 1995 | AGIL               |
| 23 | Kelsey Robinson      | S     | 25 giugno 1992    | Fenerbahçe         |
| 24 | Chiaka Ogbogu        | C     | 15 aprile 1995    | Eczacıbaşı         |

## Turchia
| N° | Nome              | Ruolo | Data di nascita   | Squadra           |
| -- | ----------------- | ----- | ----------------- | ----------------- |
| -  | Giovanni Guidetti | All   | 20 settembre 1972 | VakıfBank         |
| 2  | Simge Aköz        | L     | 23 aprile 1991    | Eczacıbaşı        |
| 3  | Cansu Özbay       | P     | 17 ottobre 1996   | VakıfBank         |
| 4  | Tuğba Şenoğlu     | S     | 2 febbraio 1998   | VakıfBank         |
| 5  | Şeyma Ercan       | S     | 5 luglio 1994     | Türk Hava Yolları |
| 6  | Kübra Akman       | C     | 13 ottobre 1994   | VakıfBank         |
| 7  | Hande Baladın     | S     | 1º settembre 1997 | Eczacıbaşı        |
| 9  | Meliha İsmailoğlu | S     | 17 settembre 1993 | VakıfBank         |
| 11 | Naz Aydemir       | P     | 14 agosto 1990    | Fenerbahçe        |
| 13 | Meryem Boz        | O     | 3 febbraio 1988   | Aydın BB          |
| 14 | Eda Erdem         | C     | 22 febbraio 1987  | Fenerbahçe        |
| 18 | Zehra Güneş       | C     | 7 luglio 1999     | VakıfBank         |
| 99 | Ebrar Karakurt    | O     | 17 gennaio 2000   | Türk Hava Yolları |